# جو جین-هو
جو جین-هو (انگلیسی: Jo Jin-ho؛ زادهٔ ۱۰ ژوئیهٔ ۲۰۰۳) بازیکن فوتبال اهل کره جنوبی است که در حال حاضر برای رادنیشکی نیش در پست مدافع و هافبک بازی می‌کند.
وی همچنین در تیم‌های ملی فوتبال زیر ۱۴ سال، زیر ۱۷ سال، زیر ۲۰ سال و زیر ۲۳ سال کره جنوبی بازی کرده است.

## دوران باشگاهی

### اوایل دوران حرفه‌ای
جو از سنین پایین به فوتبال علاقه‌مند شد و نخستین بار در سال ۲۰۱۴ در مدرسه ابتدایی ددونگ بازی کرد. او پیش از فصل ۲۰۱۶ به خدمت چونبوک هیوندای موتورز درآمد و شش فصل کامل را در این باشگاه واقع در استان جئولا شمالی سپری کرد.

### فنرباغچه
در مارس ۲۰۲۲، پس از مداخله فیفا، جو با تیم ترکیه‌ای فنرباغچه قرارداد آماتوری امضا کرد. او از زمان پیوستن به این تیم، با تیم اصلی نیز تمرین کرده است.
در ۱۷ فوریه ۲۰۲۳، او قرارداد حرفه‌ای سه‌ونیم‌ساله‌ای را امضا کرد.

#### نووی پازار (قرضی)
در ۱۵ سپتامبر ۲۰۲۳، او به‌همراه هم‌تیمی‌اش عمر فاید به‌طور قرضی تا پایان فصل ۲۰۲۳–۲۰۲۴ به نووی پازار در صربستان پیوست.
او عملکرد بسیار موفقی در نووی پازار داشت و در تمامی رقابت‌های داخلی، در ۲۳ بازی ۱ گل به‌ثمر رساند.

#### رادنیشکی نیش (قرضی)
در ۲ ژوئن ۲۰۲۴، او به‌طور قرضی برای فصل ۲۰۲۴–۲۰۲۵ سوپر لیگ فوتبال صربستان به رادنیشکی نیش پیوست.

## دوران ملی
جو نماینده زیر ۱۴ سال تا زیر ۱۷ سال کره جنوبی بوده است.